# Soulife
Soulife è un album di raccolta del cantante statunitense Anthony Hamilton, pubblicato nel 2005.

## Tracce
1. I Used to Love Someone – 5:51
2. I Cry – 4:25
3. Clearly – 4:05
4. Georgie Parker – 3:55
5. Day Dreamin' – 4:21
6. Ball and Chain – 3:39
7. Ol' Keeper – 4:40
8. Love and War (featuring Macy Gray) – 5:22
9. Last Night (featuring Sunshine Anderson & Dolo Pichino) – 4:11
10. Love Is So Complicated – 5:03
11. Icing on the Cake – 4:49
12. Exclusively – 6:39

## Classifiche
| Classifica (2005) | Posizione raggiunta |
| ----------------- | ------------------- |
| Stati Uniti       | 12                  |